# Krater Mizarai
Krater Mizarai ist ein Einschlagkrater im Süden von Litauen, in der Gemeinde Druskininkai. Benannt ist er nach dem Dorf Mizarai im Zentrum des Kraters. Der Krater wurde vom litauischen Geologen Gediminas Motuza Matuzevičius (* 1946) während einer seismischen Untersuchung gefunden.
Er ist erodiert und von eiszeitlichen Ablagerungen bedeckt, deshalb nicht erkennbar. Sein Durchmesser beträgt 5 km und sein Alter wird auf  570 Millionen Jahre geschätzt.